# Вакула, Светлана Владимировна
Светла́на Влади́мировна Ваку́ла (5 сентября 1977, Мосты) — белорусская гребчиха-байдарочница, выступала за сборную Белоруссии в первой половине 2000-х годов. Серебряный призёр чемпионата Европы, многократная чемпионка республиканских и международных регат, участница летних Олимпийских игр в Сиднее. На соревнованиях представляла Гродненскую область, мастер спорта Республики Беларусь международного класса.

## Биография
Светлана Вакула родилась 5 сентября 1977 года в городе Мосты, Гродненская область. Училась в средней общеобразовательной школе № 5. Активно заниматься греблей на байдарке начала в раннем детстве, проходила подготовку в местной специализированной детско-юношеской школе олимпийского резерва № 1 и в гродненском областном центре олимпийской подготовки по гребным видам спорта.
Благодаря череде удачных выступлений в 2000 году удостоилась права защищать честь страны на летних Олимпийских играх в Сиднее, где вместе с такими байдарочницами как Алеся Бакунова, Наталья Бондаренко и Елена Беть участвовала в заезде байдарок-четвёрок на дистанции 500 метров — сумела выйти в финальную стадию турнира, где в решающем заезде финишировала шестой. В двойке с Еленой Беть остановилась на стадии полуфинала.
После сиднейской Олимпиады Светлана осталась в основном составе белорусской национальной сборной и продолжила принимать участие в крупнейших международных стартах. Так, в 2001 году она приняла участие в чемпионате Европы в Милане, откуда привезла медаль серебряного достоинства, выигранную в километровой программе байдарок-четвёрок. В 2003 и 2004 годах тоже участвовала в первенствах мира и Европы, выигрывала медали на различных этапах Кубка мира. Карьеру профессиональной спортсменки завершила в середине 2000-х годов.
Имеет высшее образование, в 2001 году окончила Гродненский государственный университет имени Янки Купалы, где обучалась на факультете физической культуры. За выдающиеся спортивные достижения удостоена звания мастера спорта международного класса. В настоящее время работает главным специалистом Управления спорта и туризма Гродненского облисполкома.